# لوشیو
لوشیو (به فرانسوی: Lochieu) یک کمون در فرانسه است که در Canton of Champagne-en-Valromey واقع شده‌است.

## خصوصیات
لوشیو ۷٫۰۷ کیلومترمربع مساحت و ۹۰ نفر جمعیت دارد و ۶۰۰ متر بالاتر از سطح دریا واقع شده‌است.